# Serhij Liszczuk
Serhij Liszczuk (ukr. Сергій Ліщук; ur. 31 marca 1982 w Równem) – ukraiński koszykarz występujący na pozycjach silnego skrzydłowego oraz środkowego.
W 2007 reprezentował Memphis Grizzlies podczas rozgrywek letniej ligi NBA.

## Osiągnięcia
Na podstawie, o ile nie zaznaczono inaczej.
Drużynowe
- Mistrz:
  - Eurocupu (2010, 2014)
  - Ukrainy (2006–2009)
- Wicemistrz Europcup (2007, 2012)
- Brąz mistrzostw Ukrainy (2005)
- Zdobywca Pucharu Ukrainy (2006, 2008, 2009)
- Finalista:
  - pucharu:
    - Hiszpanii (2013)
    - Ukrainy (2007)

  - Superpucharu Hiszpanii (2011)

Indywidualne
(* – nagrody przyznane przez portal eurobasket.com)
- Najlepszy*:
  - krajowy zawodnik ligi ukraińskiej (2005, 2009)
  - skrzydłowy ligi ukraińskiej (2004, 2005)
- Obrońca roku ligi ukraińskiej (2004, 2007)*
- Środkowy roku ligi ukraińskiej (2009)*
- Zaliczony do*:
  - I składu:
    - ligi ukraińskiej (2004, 2005, 2007, 2009)
    - najlepszych zawodników krajowych ligi ukraińskiej (2004, 2005, 2007, 2009)
    - defensywnego ligi ukraińskiej (2004, 2005)

  - II składu ligi ukraińskiej (2003)
- Uczestnik meczu gwiazd:
  - FIBA EuroCup All-Star (2007)
  - ligi ukraińskiej (2009)
- Lider Eurocupu w blokach (2009, 2010)

Reprezentacja
- Uczestnik:
  - mistrzostw Europy:
    - 2001 – 16. miejsce, 2005 – 13. miejsce, 2011 – 17. miejsce
    - U–20 (2002 – 12. miejsce)

  - kwalifikacji do Eurobasketu:
    - 2003, 2005, 2007, 2009, 2011
    - U–20 (2002)
    - U–18 (2000)
- Lider Eurobasketu U-20 w blokach (2002)